# Monnina celastroides
Monnina celastroides là một loài thực vật có hoa trong họ Polygalaceae. Loài này được (Bonpl.) Chodat mô tả khoa học đầu tiên năm 1896.